# Antilegomena
Antilegomena, av grekiskans αντιλεγόμενα, emotsagd, kallas de skrifter i Nya Testamentet vars status under dess sammansättning på 300-talet var ifrågasatta.
Följande böcker ansågs ha tvivelaktig bakgrund:
- Andra Petrusbrevet
- Andra Johannesbrevet
- Tredje Johannesbrevet
- Jakobs brev
- Judas brev
- Hebreerbrevet (ifrågasatt i den västra delen av kyrkan, dagens Romersk-katolska)
- Uppenbarelseboken (ifrågasatt i den östra delen av kyrkan, dagens Grekisk-ortodoxa)

De övriga texterna ansågs vara homologoumena, det vill säga vara gemensamt erkända.
Böcker som är omtvistade då de används av bara vissa kristna grenar kallas deuterokanoniska eller ibland "apokryfiska". Ordet  "apokryfer" reserveras vanligen för Nya Testamentets apokryfer, det vill säga böcker vilka ingen kyrka räknar som bibliska.